# NGC 4959
NGC 4959 је спирална галаксија у сазвежђу Ловачки пси која се налази на NGC листи објеката дубоког неба.
Деклинација објекта је + 33° 10' 46" а ректасцензија 13h 5m 41,0s. Привидна величина (магнитуда) објекта NGC 4959 износи 14,6 а фотографска магнитуда 15,5. NGC 4959 је још познат и под ознакама MCG 6-29-29, CGCG 189-18, NPM1G +33.0272, PGC 45301.